# Tomaspisinella ravida
Tomaspisinella ravida är en insektsart som först beskrevs av Jacobi 1908.  Tomaspisinella ravida ingår i släktet Tomaspisinella och familjen spottstritar. Inga underarter finns listade i Catalogue of Life.